# 紀元前628年
紀元前628年（きげんぜん628ねん）は、西暦（ローマ暦）による年。紀元前1世紀の共和政ローマ末期以降の古代ローマにおいては、ローマ建国紀元126年として知られていた。紀年法として西暦（キリスト紀元）がヨーロッパで広く普及した中世時代初期以降、この年は紀元前628年と表記されるのが一般的となった。

## 他の紀年法
- 干支 : 癸巳
- 日本
  - 皇紀33年
  - 神武天皇33年
- 中国
  - 周 - 襄王24年
  - 魯 - 僖公32年
  - 斉 - 昭公5年
  - 晋 - 文公9年
  - 秦 - 穆公32年
  - 楚 - 成王44年
  - 宋 - 成公9年
  - 衛 - 成公7年
  - 陳 - 共公4年
  - 蔡 - 荘侯18年
  - 曹 - 共公25年
  - 鄭 - 文公45年
  - 燕 - 襄公30年
- 朝鮮
  - 檀紀1706年
- ユダヤ暦 : 3133年 - 3134年

## できごと

### 中国
- 楚の鬬章が晋に赴いて講和を申し出ると、晋の陽処父（中国語版）が答礼に楚へ赴いた。
- 衛軍が狄の内乱に乗じて狄に侵攻した。狄が講和を申し出ると、衛は狄と盟を交わした。
- 秦軍が鄭を攻撃するために進発した。

## 死去
- 鄭の文公
- 晋の文公